# Ferrovia Culoz-Modane
La ferrovia Culoz-Modane (in francese Ligne de la Maurienne) o ferrovia della Moriana, in alcuni casi anche Ferrovia del Fréjus insieme alla Torino-Modane, è una linea ferroviaria francese a scartamento normale e di proprietà statale che unisce Culoz, sulla Lione-Ginevra, a Modane, stazione internazionale della linea del Frejus. Assieme alla Marsiglia-Ventimiglia e alla Breglio-Nizza è uno dei tre corridoi ferroviari che collegano la Francia all'Italia.
Enumerata come 900000 della rete nazionale ferroviaria francese, la gestione delle infrastrutture è di competenza di SNCF, mentre la linea è percorsa dai vari tipi di servizio ferroviario locale e internazionale.

## Storia

### La costruzione
Le origini della linea risalgono agli anni cinquanta del XIX secolo nel momento in cui gli investimenti in costruzioni ferroviarie furono favoriti dal ministero Cavour nel Regno di Sardegna. Si riprese quindi il progetto del traforo ferroviario del Moncenisio, così chiamato dallo stesso Cavour perché avrebbe dovuto sostituire la strada che attraversava quel colle anche se i binari sarebbero passati sotto quello del Frejus, le cui prime bozze risalivano agli anni trenta, per favorire la costruzione di una comunicazione diretta tra la capitale Torino e Chambéry, capoluogo della Savoia. Il progetto negli anni successivi divenne noto come Strada ferrata Vittorio Emanuele.
Grazie alla legge 19 maggio 1853, n. 1537, la società Lafitte, Bixio e soci ottenne la concessione per la costruzione di una ferrovia fra Modane ed il confine con la Francia, a quel tempo posto sul fiume Rodano. In seguito, l'impresa ferroviaria ottenne dallo Stato francese la concessione della breve linea fra il Rodano e Culoz, futura stazione della Lione – Ginevra.
| Tratta                                         | Inaugurazione    |
| ---------------------------------------------- | ---------------- |
| Aix-les-Bains–San Giovanni di Moriana          | 20 ottobre 1856  |
| Saint-Innocent–Aix-les-Bains                   | 1º giugno 1857   |
| Culoz–Rodano (ponte)–Saint-Innocent            | 2 settembre 1858 |
| Saint-Jean de Maurienne–San Michele di Moriana | 15 marzo 1862    |
| San Michele di Moriana–Modane                  | 16 ottobre 1871  |

I lavori furono assegnati dalla concessionaria alla società britannica Jackson, Brassey & Henfrey, a sua volta concessionaria della Torino–Susa. Il primo tronco ad essere aperto all'esercizio, il 20 ottobre 1856, fu quello fra Aix-les-Bains e San Giovanni di Moriana, comprensivo del passaggio presso Chambéry. Il 1º giugno dell'anno seguente fu la volta della sezione fino a Saint-Innocent.
La Società Vittorio Emanuele si era nel frattempo costituita dall'incorporazione da parte della Lafitte, Bixio e soci delle società concessionarie della Torino–Susa e della Torino–Novara. Il 15 agosto 1857, con la legge 2380/1857, l'impresa ferroviaria ottenne la conferma delle concessioni ferroviarie suddette, ma soprattutto l'esercizio del traforo del Frejus, qualora fosse stato completato. Il 2 settembre 1858 fu varcato il Rodano e fu raggiunta Culoz, che divenne stazione internazionale di trasmissione fra la rete sarda e quella francese.
Nel marzo 1860, la Savoia fu ceduta all'Impero francese, a seguito dell'accordo stipulato con il Regno di Sardegna per il contributo del primo alla seconda guerra d'indipendenza italiana. L'esercizio della linea fu mantenuto inizialmente dalla società Vittorio Emanuele la quale aprì la sezione tra Saint-Jean de Maurienne e San Michele di Moriana il 15 marzo 1862. In difficoltà economica e dovendo esercire linee ormai lontane dal suo raggio d'azione, dato che in Italia si era impegnata a costruire ferrovie in Meridione, la Vittorio Emanuele cedette la proprietà allo Stato francese nel giugno 1867. La procedura fu confermata dalla legge 27 settembre 1867, n. 1530; a sua volta il governo di Parigi retrocesse la convenzione alla Compagnie des chemins de fer de Paris à Lyon et à la Méditerranée (PLM).
L'apertura del tronco tra Saint-Michel-de-Maurienne e Modane rimase vincolata a quella del traforo del Frejus: avvenne pertanto il 16 ottobre 1871. Modane, sulla base degli accordi italo-francesi, divenne stazione internazionale di trasmissione.

### Il raddoppio
La convenzione originaria prevedeva che l'intera linea ferroviaria, dall'ex confine con la Francia fino a Torino, fosse a doppio binario. La linea fu costruita subito a binario semplice, tuttavia il traffico originato dal completamento del traforo ferroviario del Frejus, l'unico percorso tra Italia e Francia che potesse funzionare anche d'inverno, spinse la Compagnie Paris-Lyon-Méditerranée ad avviare i lavori di raddoppio sulla parte di tracciato prossima ai confini italiani. Il 29 gennaio 1872 fu quindi aperto il secondo binario fra San Michele di Moriana e Modane.
Nell'ambito dei lavori di costruzione della linea tra Saint-Pierre-d'Albigny e Albertville, si optò per sostituire il tracciato sulla riva sinistra dell'Isère, tra Cruet e Chamousset, con uno posizionato sulla destra del fiume e passante per Saint-Pierre. Il nuovo percorso, a binario semplice, fu aperto il 19 dicembre 1876.
I lavori di raddoppio furono ripresi sul finire degli anni ottanta con l'avvio dei cantieri nella parte centrale della linea. Il 7 novembre 1890 fu aperto il secondo binario tra Chignin e Cruet, il quale fu seguito il 2 novembre dell'anno successivo dal Chambéry – Chignin. Negli anni seguenti si raddoppiarono alcuni tronchi in direzione di Modane: il 5 giugno 1894 fu la volta del Cruet–Chamousset e il 3 novembre 1898 quella del Chamousset–Aiguebelle.
Solo a cavallo tra il XIX secolo ed il XX si completò il raddoppio sul tratto a valle di Chambery, in direzione di Culoz: il 15 maggio 1900 fu aperto il binario dell'Aix-les-Bains – Chambéry; il 31 maggio 1901 fu aperto lo Chindrieux – Aix-les-Bains. Nel 1902 la linea raggiunse prima il ponte sul Rodano (5 giugno) e quindi Culoz (20 dicembre).
Dato che il tratto tra Aiguebelle ed Épierre risultava già aperto all'esercizio il 31 maggio 1901, al completamento della linea secondo i dettami originari della concessione del 1854 mancava il tronco tra Épierre e Saint-Michel che fu concluso nel corso 1903: prima si aprì lo San Giovanni di Moriana – Saint-Michel (1º luglio) e quindi l'Épierre – Saint-Jean (3 novembre).
Durante la prima guerra mondiale fu teatro del più tragico incidente ferroviario della storia francese: il 12 dicembre 1917 un treno che stava riportando a casa almeno 1.000 soldati francesi che avevano combattuto sul fronte italiano deragliò mentre discendeva la val Moriana nei pressi di Saint-Michel-de-Maurienne con circa 700 morti tra i passeggeri.

### L'elettrificazione
Dopo la prima guerra mondiale la PLM manifestò l'intenzione di elettrificare la linea Marsiglia – Ventimiglia. Dato l'elevato costo dell'operazione, la compagnia decise di svolgere prima delle sperimentazioni. Nel 1921 la scelta cadde sulla Chambéry – Modane in quanto linea vicina a centrali idroelettriche e dotata di forti pendenze, fino al 33‰. Per motivi strategico-militari e per la sua convenienza in corso d'opera, si decise anche di utilizzare un sistema d'alimentazione a terza rotaia tensionata a 1500 volt in corrente continua.
Il primo tratto ad essere aperto con il nuovo tipo di trazione fu lo Chambéry – Saint-Pierre-d'Albigny nel 1925, dopo circa due anni di lavoro. Il 24 maggio 1929 la terza rotaia giunse a San Giovanni di Moriana e quindi a Modane nel maggio dell'anno seguente. Per motivi di sicurezza i tracciati all'interno delle stazioni di Chambéry, Montmélian, St-Pierre d'Albigny, St-Avre, St-Jean de Maurienne e St-Michel–Valloire risultavano prive di terza rotaia e quindi dotate di catenaria.
Nel 1933 fu elettrificata anche la Culoz – Chambéry: anch'essa a 1500 V in continua, ma impiegando la catenaria.
La stazione di Modane rimase l'unica attrezzata per la terza rotaia a causa della presenza della linea aerea italiana trifase a 3.600 V 16⅔ Hz, e venne poi anch'essa adeguata con la catenaria, in seguito alla conversione, nel maggio 1961, della rete aerea FS a 3.000 V in corrente continua.

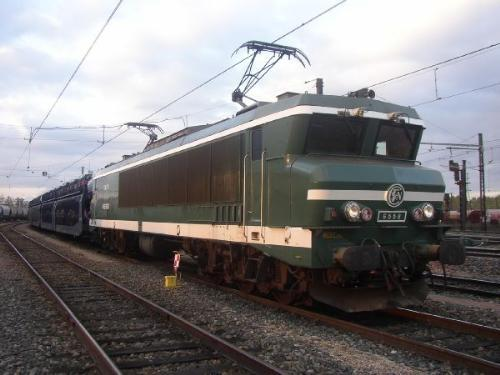
Locomotiva CC 6568 "Maurienne"

Nel 1958 furono eseguite modifiche su alcune locomotive CC 7100 (7124-7128-7133-7135-7138-7140) per adeguarle al servizio sulla particolare linea della Maurienne; queste macchine, per la loro lunghezza di quasi 19 metri e per i loro sei motori ben si prestavano ad una presa da una terza rotaia parallela al binario, tramite appositi pattini, anche nei tagli di contatto causati dai passaggi a livello.
Analoghe modifiche vennero fatte sulla seconda serie, composta delle 21 unità numerate da 6539 a 6559, della locomotiva CC 6500, che poteva essere alimentata anche tramite una terza rotaia e fu per questo venne denominata «6500 Maurienne». Di questa sottoserie rimane solo la CC 6558, tuttora omologata per i servizi di linea, utilizzata per treni speciali dall'APMFS (Association pour la Préservation du Matériel Ferroviaire Savoyard) durante le manifestazioni ferroviarie.
Dal 1976 la "terza rotaia" fu sostituita totalmente dall'alimentazione aerea SNCF a 1.500 V e in tutte le macchine attrezzate per essere alimentate dalla terza rotaia i pattini vennero rimossi; nella stazione di Modane i mezzi di trazione francesi non possono oltrepassare la stazione, per via del sezionamento elettrico 1.500 V cc (1.5 kV) SNCF - 3.000 V cc (3 kV) FS posto lato Bardonecchia, mentre le locomotive FS circolano sotto la catenaria alimentata a 1.500 V in corrente continua con prestazioni ridotte.

### Gli anni della SNCF
Nel 1938 l'esercizio della linea passò alla SNCF.
Nel corso della seconda guerra mondiale, la linea inizialmente subì i sabotaggi della resistenza francese all'occupazione italo-tedesca e in seguito i bombardamenti delle forze alleate. Dopo l'armistizio di Cassibile (1943), l'esercito tedesco occupò la Savoia e di conseguenza assunse l'esercizio della linea ferroviaria.
Nel dopoguerra la SNCF si occupò di ricostruire la linea. Nel 1957 la ferrovia fu inondata dall'Arc e anche in questo caso si dovette procedere a ricostruire i tratti interrotti e gli immobili di servizio danneggiati.
Tra il 1973 e il 1976 la terza rotaia fu definitivamente sostituita dall'alimentazione per linea aerea.
Nel 1997, a seguito della riorganizzazione societaria delle ferrovie francesi, la RFF assunse la gestione delle infrastrutture, mentre la SNCF mantenne quella sui servizi sia locali sia a lunga percorrenza.
Nel 2014 la RFF venne reintegrata all'interno del gruppo SNCF.

## Caratteristiche
| Continuation backward |

|  |  | Unknown route-map component "vSHI2gl-" | Unknown route-map component "d" |  |

|  |  | Unknown route-map component "vBHF" | Unknown route-map component "d" |  |

|  |  | Unknown route-map component "vSTR-ABZl+l" | Unknown route-map component "CONTfq" | Unknown route-map component "d" |

|  |  | Unknown route-map component "vSHI2g+l-" | Unknown route-map component "d" |  |

| Unknown route-map component "STRo" |

| Unknown route-map component "hKRZWae+GRZq" |

| Station on track |

| Unknown route-map component "SKRZ-G2u" |

| Station on track |

| Unknown route-map component "SKRZ-G2BUE" |

| Enter and exit short tunnel |

| Enter and exit short tunnel |

| Unknown route-map component "SKRZ-G2BUE" |

| Unknown route-map component "eBHF" |

| Unknown route-map component "SKRZ-G2BUE" |

| Enter and exit tunnel |

|  |  | Unknown route-map component "eSHI3gl" | Unknown route-map component "exvSHI3+r-" |  |

|  |  | Unknown route-map component "dSTR" | Unknown route-map component "exTUNNEL2" |  |

|  |  | Unknown route-map component "eSHI3g+l" | Unknown route-map component "exvSHI3r-" |  |

| Small bridge over water |

|  | Unknown route-map component "exKRW+l" | Unknown route-map component "eKRWgr" |  |  |

|  | Unknown route-map component "exBHF" | Straight track |  |  |

|  | Unknown route-map component "exSTR" | Straight track |  |  |

|  | Unknown route-map component "exSTR" | Unknown route-map component "ABZg+l" | Unknown route-map component "CONTfq" |  |

|  | Unknown route-map component "exSTR" | Station on track |  |  |

| 0+000   |
| 123+622 |

|  | Unknown route-map component "exSTR" | Station on track |  |  |

|  | Unknown route-map component "exSTR" | Enter and exit tunnel |  |  |

|  | Unknown route-map component "exBHF" | Straight track |  |  |

|  | Unknown route-map component "exKRWl" | Unknown route-map component "eKRWg+r" |  |  |

| Unknown route-map component "eBHF" |

| Unknown route-map component "SKRZ-Au" |

| Unknown route-map component "SKRZ-G2u" |

|  | Unknown route-map component "CONTgq" | Unknown route-map component "ABZg+lr" | Unknown route-map component "KBSTeq" |  |

| 105+884 |
| 137+197 |

| Station on track |

| 106+363 |
| 137+673 |

| Enter and exit tunnel |

| Unknown route-map component "hKRZWa" |

| Unknown route-map component "hSKRZ-G2e" |

|  |  | Small bridge over water | Unknown route-map component "WASSER+r" |  |

|  |  | Small bridge over water | Water straight and to right |  |

| Unknown route-map component "SKRZ-Au" |

| Unknown route-map component "eBHF" |

| Unknown route-map component "SKRZ-G2o" |

|  | Unknown route-map component "d" | Unknown route-map component "v-SHI2gr" |  |  |

|  | Unknown route-map component "d" | Unknown route-map component "vBHF" |  |  |

| 150+903 |
| 49+766  |

| Unknown route-map component "d" | Unknown route-map component "CONTgq" | Unknown route-map component "vABZr+r-STR" |  |  |

|  | Unknown route-map component "d" | Unknown route-map component "v-SHI2g+r" |  |  |

| Enter and exit tunnel |

| Unknown route-map component "eBHF" |

| Unknown route-map component "eBHF" |

| Station on track |

| Unknown route-map component "SKRZ-G2o" |

|  |  | Unknown route-map component "ABZgl" | Unknown route-map component "CONTfq" |  |

| Unknown route-map component "SKRZ-G2o" |

| Small bridge over water |

| Unknown route-map component "SKRZ-Au" |

| Enter and exit tunnel |

| Station on track |

| Unknown route-map component "SKRZ-G2BUE" |

| Unknown route-map component "eBHF" |

|  |  | Unknown route-map component "ABZgnl" | Unknown route-map component "nSTR+r" |  |

|  |  | Straight track | Unknown route-map component "nBST" |  |

|  |  | Unknown route-map component "ABZg+nl" | Unknown route-map component "nSTRr" |  |

| Unknown route-map component "SKRZ-Au" |

| Unknown route-map component "SKRZ-G2o" |

| Unknown route-map component "HSTeBHF" |

| Small bridge over water |

| Unknown route-map component "eBHF" |

| Unknown route-map component "HSTeBHF" |

| Enter and exit tunnel |

| Unknown route-map component "eBHF" |

| Small bridge over water |

| Non-passenger station/depot on track |

| Enter and exit tunnel |

|  |  | Unknown route-map component "eABZgl" | Unknown route-map component "exSTR+r" |  |

|  |  | Small bridge over water | Unknown route-map component "exWBRÜCKE1" |  |

|  |  | Unknown route-map component "eBHF" | Unknown route-map component "exSTR" |  |

|  |  | Unknown route-map component "eABZg+l" | Unknown route-map component "exSTRr" |  |

| Unknown route-map component "SKRZ-Au" |

| Unknown route-map component "SKRZ-G2o" |

| Unknown route-map component "SKRZ-G2o" |

| Small bridge over water |

| Non-passenger station/depot on track |

| Small bridge over water |

| Unknown route-map component "SKRZ-G2o" |

|  |  | Unknown route-map component "eABZgLl" | Unknown route-map component "exLCONTfq" |  |

| Enter and exit tunnel |

| Small bridge over water |

| Enter and exit tunnel |

| Non-passenger station/depot on track |

|  |  | Small arched bridge over water | Unknown route-map component "WASSER+r" |  |

|  |  | Small arched bridge over water | Water straight and to right |  |

| Enter and exit short tunnel |

| Unknown route-map component "SKRZ-Au" |

| Enter and exit short tunnel |

| Enter and exit short tunnel |

| Unknown route-map component "SKRZ-G2o" |

|  |  | Non-passenger station/depot on track | Unknown route-map component "exKBHFa" |  |

|  |  | Straight track | Unknown route-map component "exSTRl" | Unknown route-map component "exCONTfq" |

| Unknown route-map component "STRo" |

| Small bridge over water |

| Unknown route-map component "STRo" |

| Unknown route-map component "SKRZ-Au" |

| Enter and exit short tunnel |

| Enter and exit short tunnel |

| Unknown route-map component "eBHF" |

| Small arched bridge over water |

| Unknown route-map component "SKRZ-G2o" |

| Unknown route-map component "SKRZ-G2o" |

| Small arched bridge over water |

| Enter and exit short tunnel |

| Enter and exit short tunnel |

| Enter and exit short tunnel |

| Enter and exit short tunnel |

| Enter and exit short tunnel |

| Unknown route-map component "SKRZ-Au" |

| Unknown route-map component "eBHF" |

| Enter and exit short tunnel |

| Enter and exit short tunnel |

| Enter and exit short tunnel |

| Unknown route-map component "SKRZ-Ao" |

| Enter and exit short tunnel |

| Station on track |

| 235+955 |
| 102+548 |

| Unknown route-map component "SEC2" |

| 236+467 |
| 102+036 |

| Continuation forward |

La linea è una ferrovia a doppio binario, con pendenze molto significative (rampa massima del 30‰) da Saint-Jean-de-Maurienne a Modane. Lo scartamento adottato è quello ordinario da 1435 mm; la trazione è elettrica, alimentata per linea aerea e con tensione a 1500 volt in corrente continua.

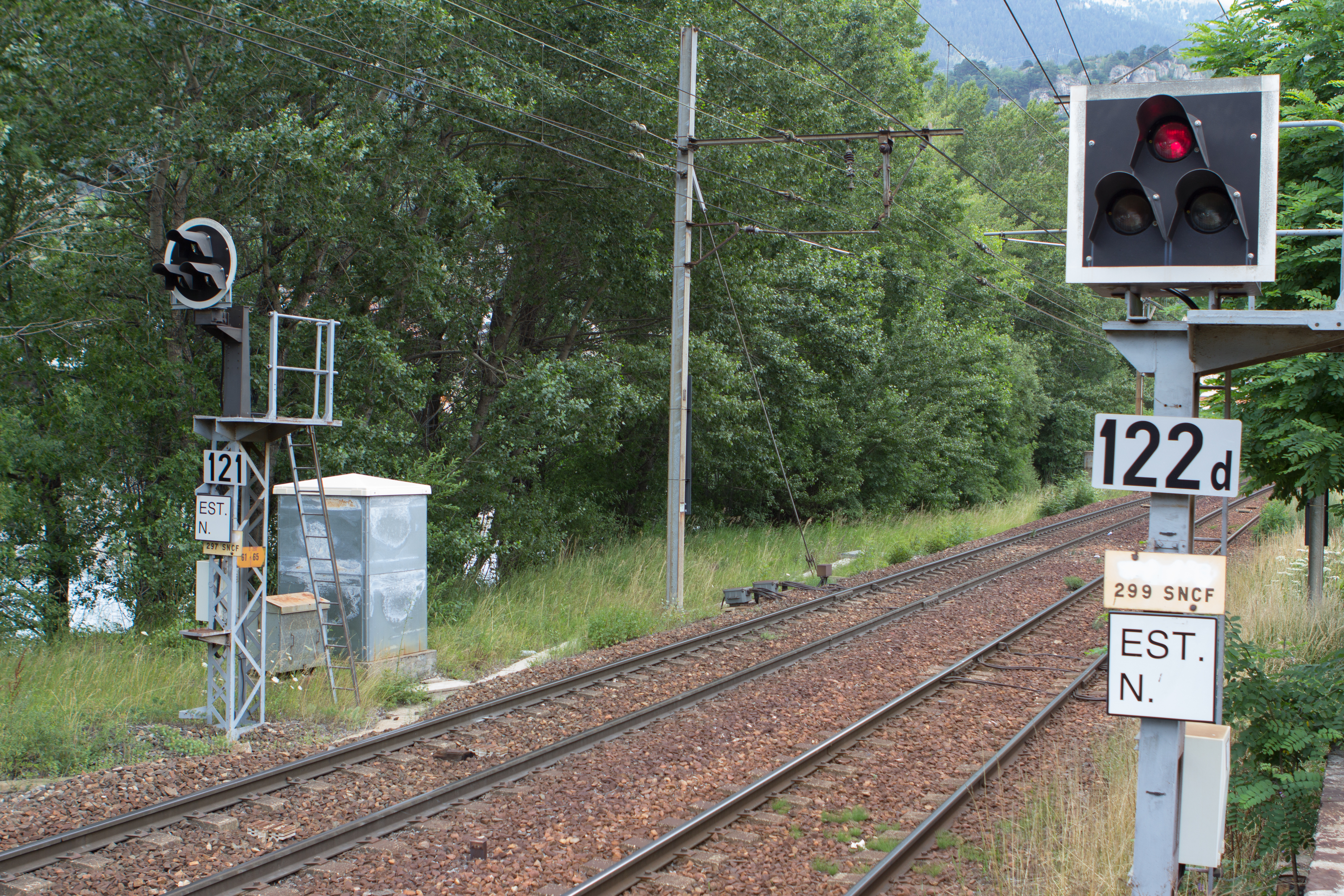
segnalamento italiano con catenaria a 3000 Volt, nel tratto tra la stazione di Modane e il traforo del Frejus

L'esercizio è svolto in regime di blocco automatico luminoso (BAL), ad eccezione della stazione di Modane all'interno della quale vige quello a correnti codificate (BACC). La linea è inoltre dotata di impianti permanenti controcorrente (IPCS) con le postazioni di Champfleury (tra Culoz e Aix-les-Bains), Bois-Plan (tra Chambéry e Montmélian e Berchettes (tra Saint-Michel-de-Maurienne e Modane).
L'IPCS (Installation Permanente de Contre-Sens) un dispositivo tecnico utilizzato in Francia, che consente ai treni di circolare in direzione opposta su entrambi i binari di un tratto di linea a doppio binario che entra in funzione quando una delle corsie non è agibile a causa di lavori o in caso di danneggiamenti o ostacoli o per facilitare la gestione del traffico. Tale sistema è molto simile alla banalizzazione.
Il collegamento con l'Italia avviene attraverso il tunnel ferroviario del Fréjus, all'interno del quale passa il confine italo-francese.
La tratta tra Modane e il confine franco-italiano, pur appartenendo alla SNCF, è completamente attrezzata secondo gli standard italiani, in particolare l'elettrificazione a 3000 V CC e il segnalamento.

## Percorso
La linea parte da Culoz dove incrocia la linea Ginevra-Lione. Immediatamente dopo la stazione è presente una bretella a binario semplice che permette ai convogli delle relazioni Ginevra–Modane–Torino di immettersi sulla linea per Modane evitando lo svolgimento delle operazioni di regresso nella stazione di Culoz. Immediatamente dopo la linea scavalca con un viadotto il Rodano che in quel punto separa il dipartimento dell'Ain dal dipartimento della Savoia.
Dopo avere attraversato alcune gallerie, all'uscita della galleria La Colombière verso Aix-les-Bains, la linea corre lungo la riva del Lac du Bourget fino a Voglans.

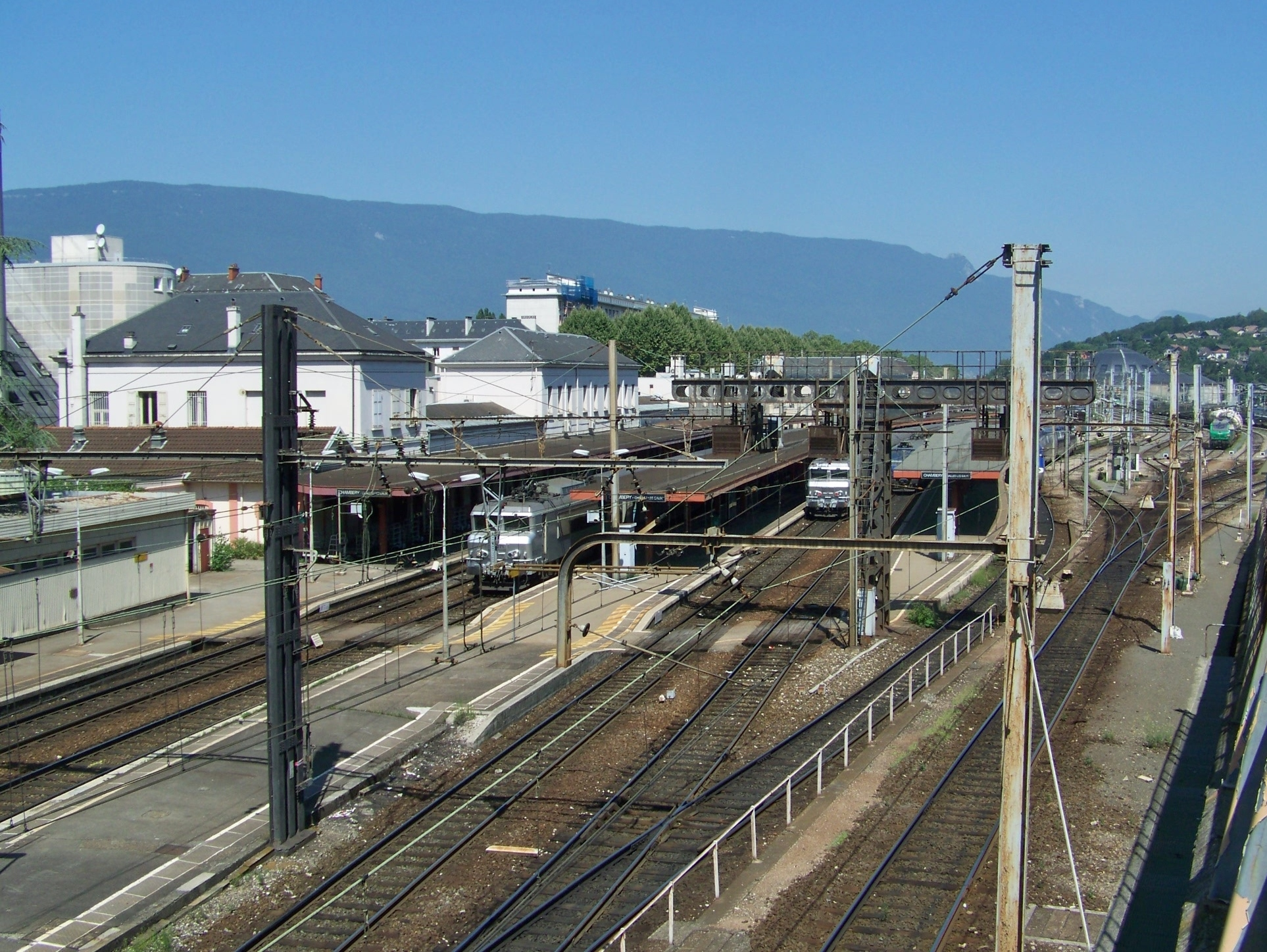
La stazione di Chambéry nel 2012

Nella stazione di Aix-les-Bains confluisce la linea proveniente da Annemasse.
La prima stazione di Aix-les-Bains è stata Choudy, a due chilometri dal centro. Nel 1857, per avvicinare la ferrovia ad Aix, fu inizialmente creata una diramazione da Choudy alla nuova stazione di Gigot, situata vicino al centro e servita da navette. Successivamente lo sviluppo del termalismo e del turismo e la costruzione della nuova linea per Annecy e Annemasse, hanno portano alla completa ripresa del tracciato della linea, che dal 1866 attraversa Aix-les-Bains e alla costruzione di una nuova stazione al centro della cittadina con il vecchio percorso che è stato smantellato lasciando il posto all'attuale strada nazionale D 1201.
La linea giunge poi a Chambery dove vi confluisce la linea proveniente da Saint-André-le-Gaz.
Nella stazione di Montmélian confluisce la linea proveniente da Grenoble e immediatamente dopo la stazione è presente una raccordo che permette ai treni provenienti da Modane e diretti a Grenoble di evitare il transito dalla stazione di Montmélian.
Nella Combe de Savoie tra Montmélian e Chamousset è stata realizzata una variante della linea originaria a binario unico del 1856 che correva lungo la riva sinistra dell'Isère tra Cruet e Chamousset grazie al ponte Victor-Emmanuel, chiamato anche "Pont des Anglais", situato lungo la strada dipartimentale D 1006 all'altezza di Cruet, costruito in una zona soggetta a inondazioni e paludose, con il percorso che si è rivelato instabile e più volte distrutto dalle piene dell'Isère. Con la cessione della linea alla società PLM questo percorso venne abbandonato nel 1876 a favore del percorso attuale, sulla riva destra dell'Isère, al riparo dalle inondazioni sulle colline di Saint-Jean-de-la-Porte, creando anche un nodo a Saint-Pierre-d'Albigny, da dove si dirama la linea della Tarentaise in direzione di Albertville e Bourg-Saint-Maurice. Un nuovo ponte metallico è stato costruito al Pont Royal, così come il tunnel Chamousset e la galleria Record a Cruet ed è stata creata l'attuale stazione di Chamousset mentre la vecchia stazione, situata all'attuale incrocio di Chamousset sulla RD 1006 è stata dismessa.
Poco dopo la stazione di Aiton–Bourgneuf è presente il raccordo dalla linea proveniente da Modane della autostrada ferroviaria alpina per lo scalo merci di Aiton, un servizio di autostrada viaggiante tra le due piattaforme di carico e scarico situate a Orbassano presso Torino e Aiton.
Proseguendo, dopo avere più volte attraversato l'Arc, alcune stazioni minori e alcune gallerie, ala linea raggiungeva il Km 204+772 dove vi era una deviazione della variante di Pontamafrey, realizzata nel 1966 tra il Km 202+769 e il Km 204+762, per evitare le piene del fiume Arc o del torrente Ravoire.

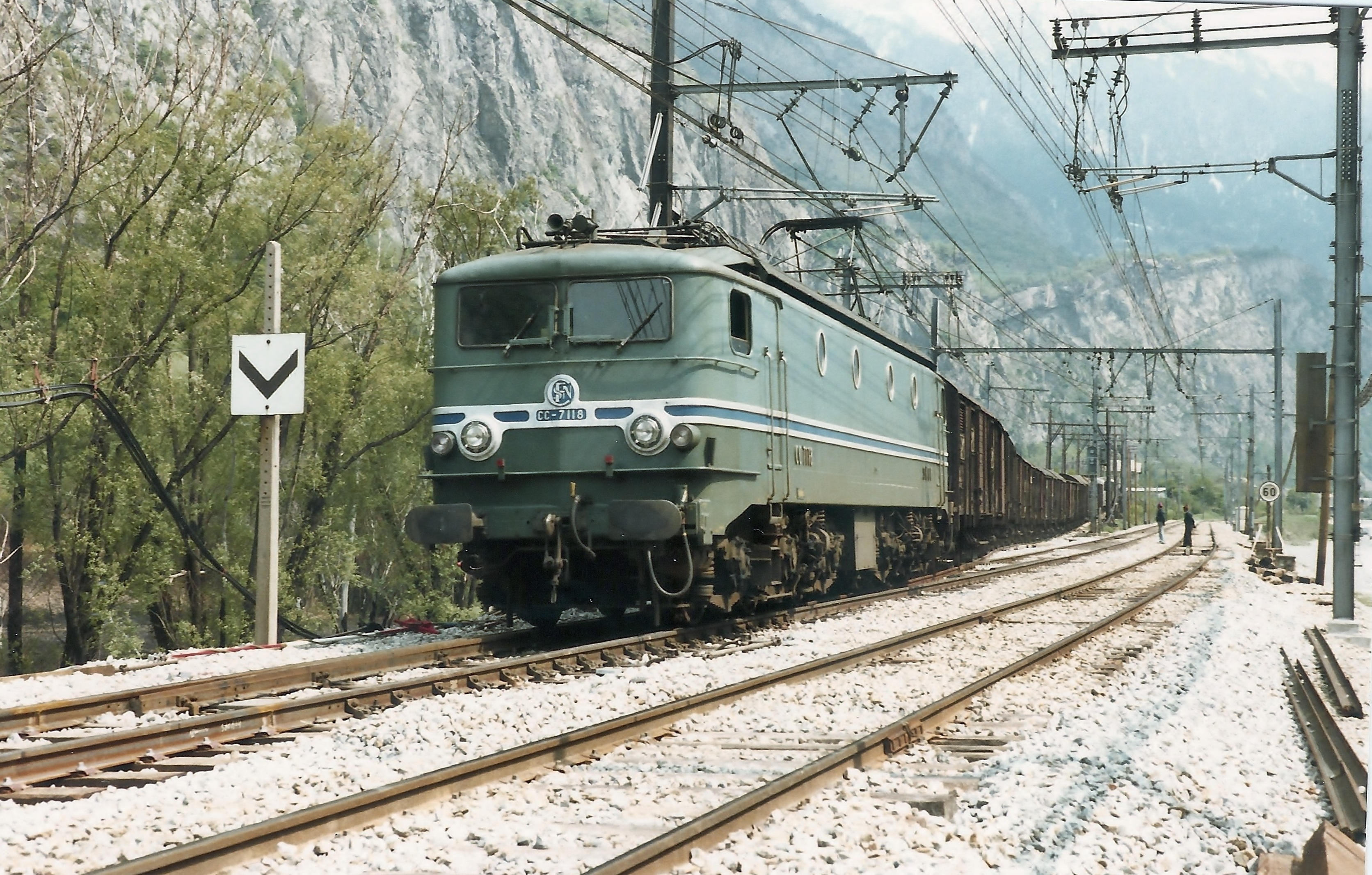
Treno merci al traino di una CC 7118 rientra sulla linea principale lasciando la variante di Pontamafrey

La variante di Pontamafrey è stata una deviazione a binario unico, che fungeva da raccordo durante le piene del fiume Arc o del torrente Ravoire, rimasta in servizio per quarant'anni, da utilizzare in caso di allagamento e dismessa il 7 febbraio 2013, dopo che il suo smantellamento era iniziato nel gennaio 2012.
La sua realizzazione venne decisa dopo che a maggio e settembre 1965, una piena del torrente Ravoire, accompagnata da una frana di fango, ha sommerso un ponte di 8 metri della linea. Nel 1966, un'alluvione ha sommerso il ponte sul Ravoire in questo binario di raccordo, rendendo necessaria la sua sostituzione con un ponte levatoio.
Il binario di raccordo, lungo 2.133 m si disconnetteva dalla linea al chilometro (PK) 202+769 e si ricongiunge ad essa al PK 204+762, con pendenze del 30‰ e alimentato da una catenaria sospesa a cavalletti di legno. Un ponte mobile permetteva di attraversare il torrente del Ravoire durante le sue forti piene. Una passerella metallica, poche centinaia di metri a sud-est del ponte levatoio, permetteva di attraversare un piccolo corso d'acqua meno minaccioso.
La deviazione iniziava a nord-ovest del villaggio, attraversava la strada dipartimentale D77B, aggirava il capoluogo del comune da nord-est, attraversava il torrente Ravoire e, dopo avere nuovamente attraversato la strada dipartimentale D77B si ricollegava alla linea principale a sud-est del villaggio.

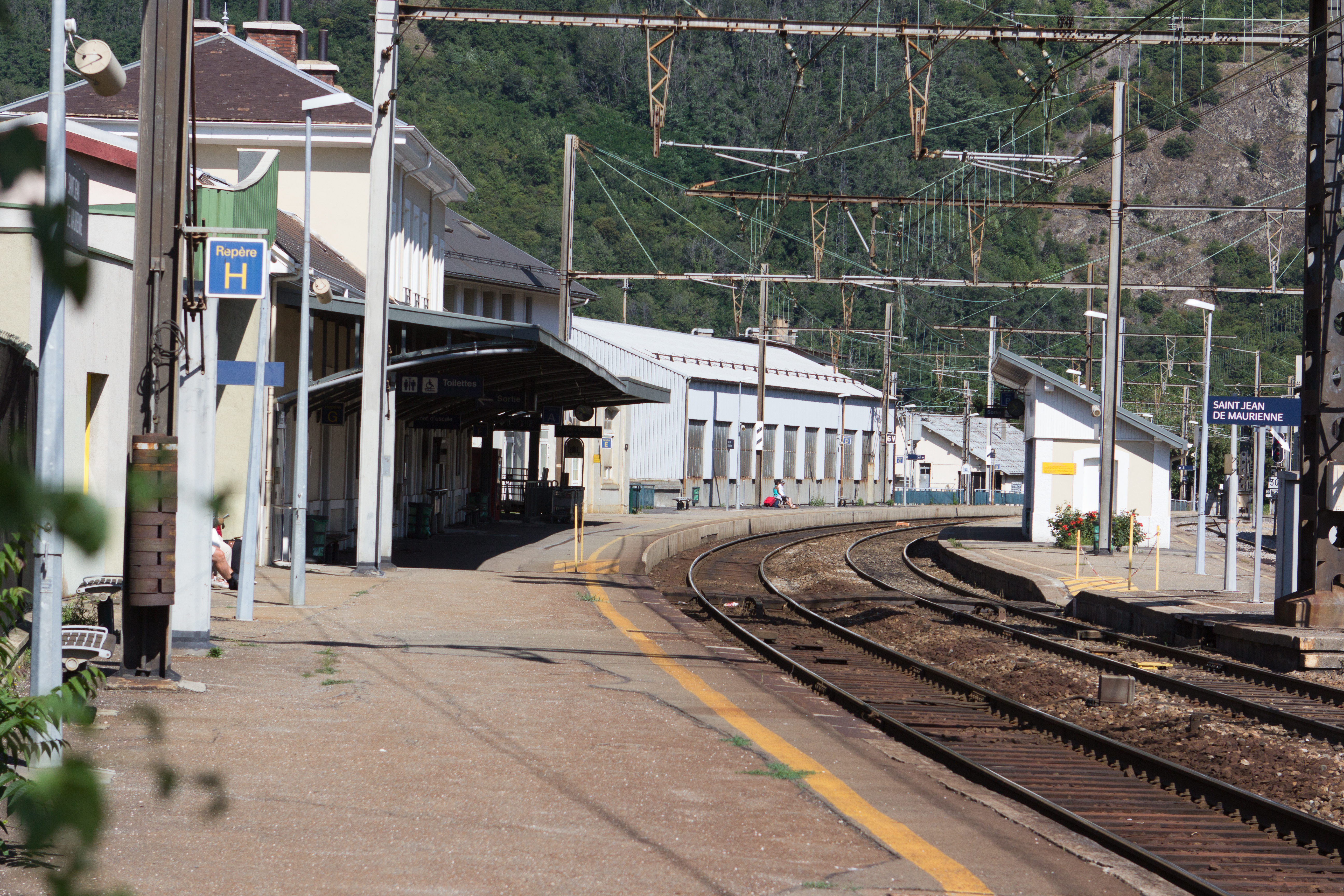
La vecchia stazione di Saint-Jean-de-Maurienne

la linea proseguendo raggiunge la stazione di Saint-Jean de Maurienne-Vallée de l'Arvan, dove è prevista una interconnessione con la futura linea ad alta velocità Torino-Lione, il cui fabbricato è stato demolito nell'agosto 2022, dopo che nel giugno 2022 era entrato in servizio un nodo di interscambio multimodale transitorio; una nuova stazione internazionale a servizio dell'attuale linea e della futura linea TGV è prevista per il 2030.
La linea prosegue poi, dopo avere attraversato l'Arvan, alcune gallerie e riattraversato più volte l'Arc, raggiungendo Saint-Michel-de-Maurienne, che tra il 1868 e il 1871 era capolinea della ferrovia del Moncenisio una ferrovia a cremagliera a scartamento ridotto costruita per rendere più rapide le comunicazioni tra Italia e Francia tramite il valico sul Moncenisio durante i lavori di costruzione del traforo ferroviario del Frejus.
Nella Maurienne, dopo il crollo del tunnel dell'Envers a Orelle nel 1881, è stata necessaria una deviazione, con la linea che attraversa due volte l'Arc ad una distanza inferiore a 500 metri e la creazione della stazione Orelle-Prémont, oggi dismessa.
Proseguendo verso il traforo del Frejus da Orelle la linea affronta una forte salita, con una pendenza media del 20‰, attraversando una serie di gallerie prima di giungere alla stazione di confine di Modane, da dove prosegue, attraverso la linea del Frejus verso Bardonecchia e Torino.

## Traffico
Dato il contesto transfrontaliero, la linea è caratterizzata da servizi internazionali come i TGV e da servizi locali come i TER della divisione Rhône-Alpes della SNCF.

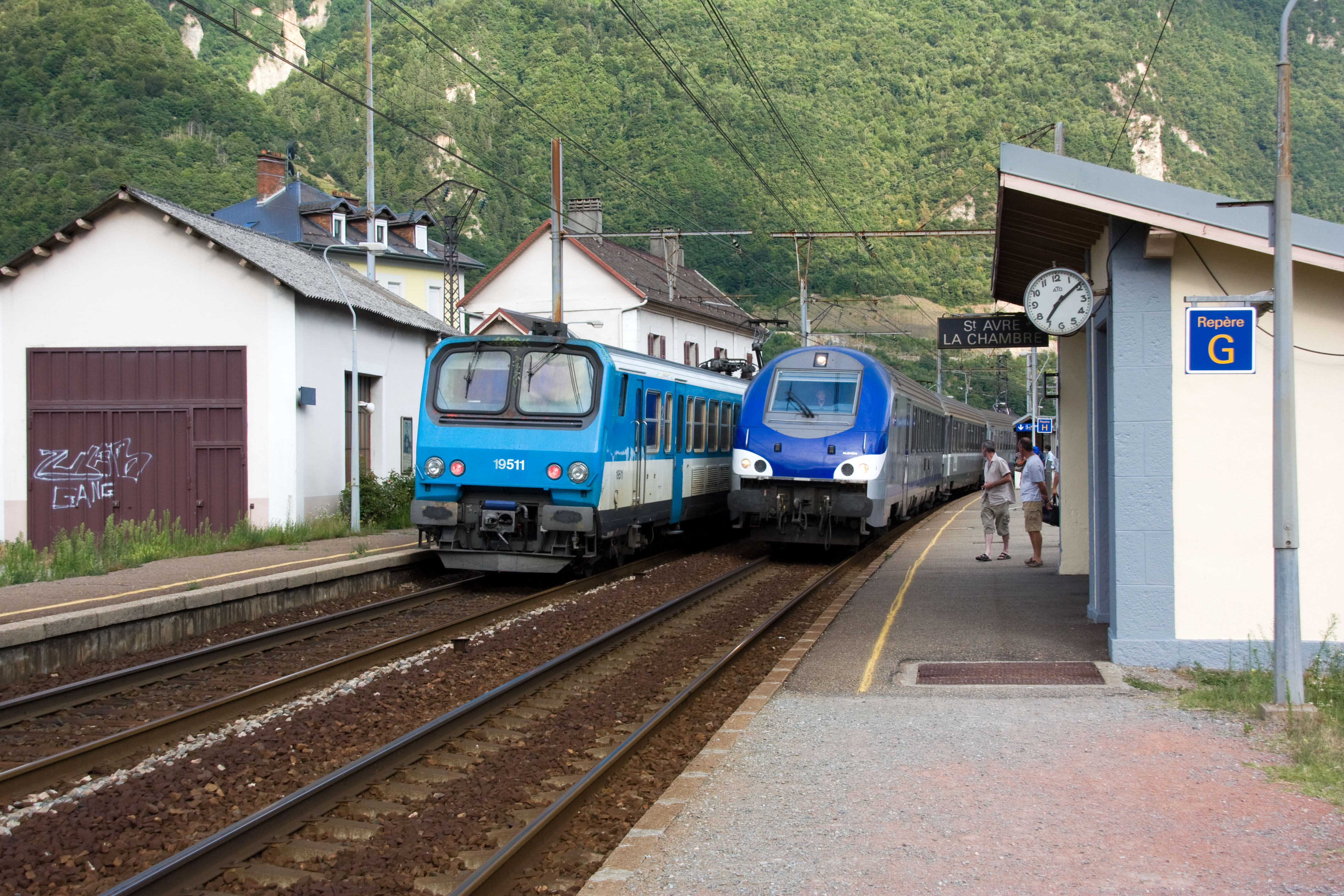
Due TER in sosta a Saint-Avre

Tra i servizi della linea un TGV che collega giornalmente Parigi Gare de Lyon a Milano Porta Garibaldi e un TGV per Modane nella stagione invernale (da dicembre ad aprile) ed estiva (a luglio e agosto), nonché i treni TER Auvergne-Rhône-Alpes che effettuano servizio tra le stazioni di Lyon-Part-Dieu, o da Chambéry - Challes-les- Eaux, e Modane.
In inverno, durante i periodi di traffico intenso, vi transitano molti TGV per Bourg-Saint-Maurice via Saint-Pierre-d'Albigny e inversione di marcia ad Albertville e per Saint-Gervais-les-Bains, con inversioni del senso di marcia alla stazione di Aix-les-Bains e alla stazione di La Roche-sur-Foron nonché Eurostar Londra-Bourg-Saint-Maurice e Thalys Amsterdam-Bourg-Saint-Maurice.
Il passato la linea era interessata da traffico passeggeri da e verso l'Italia espletato da treni quali Palatino e Rome Express, poi Napoli Express, in servizio tra Parigi e Roma Termini, con il Roma Express che negli ultimi anni prolungato fino a Napoli Centrale e rinominato "Napoli Express" e il TEE "Le Mont Cenis", tra Lione e Milano Centrale, servizio svolto da automotrici Binato Breda e successivamente da materiale ordinario.

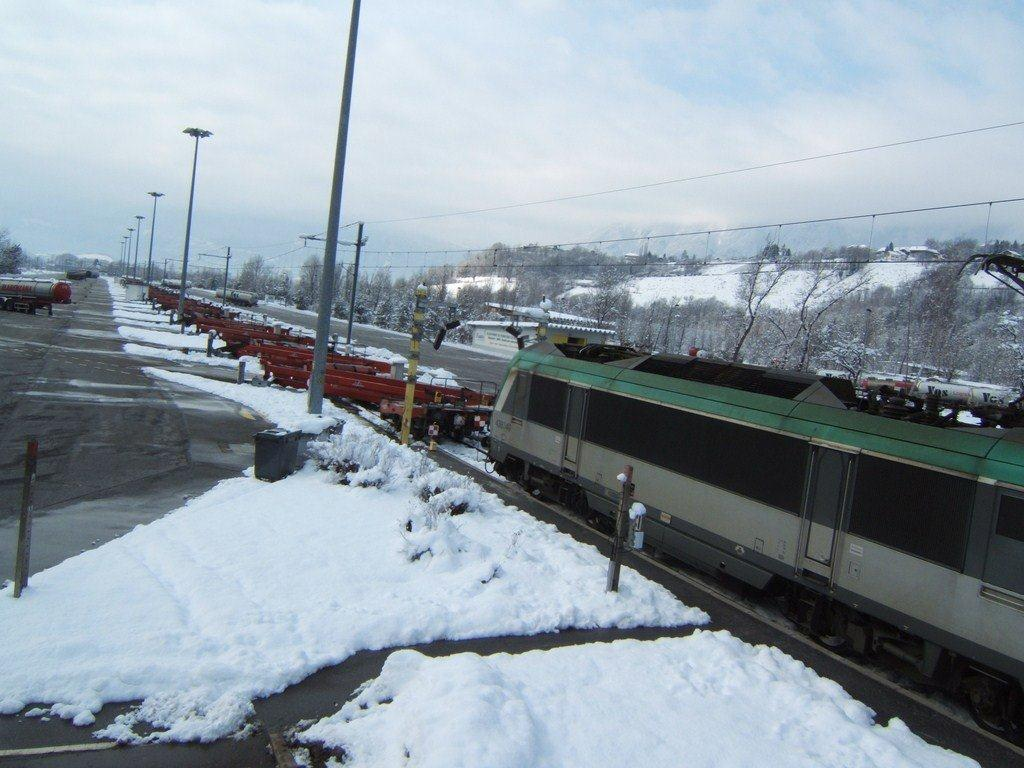
La piattaforma dello scalo merci di Aiton

Tra i servizi che hanno utilizzato la linea il Catalan Talgo Ginevra-Barcellona nel tratto tra Culoz e Montmélian, tra l'estate 1969, anno nel quale tale relazione venne istituita e la fine dell'estate 1975 e successivamente tra l'estate 1982, anno nel quale la relazione da TEE venne riclassificata Eurocity e alla fine dell'estate 1994 ultimo anno nel quale la relazione venne espletata, mentre tra il settembre 1975 e il maggio 1982 il treno veniva instradato via Lione.
La linea è interessata anche dal traffico di treni merci trainati da locomotive BB 7200, BB 26000, BB 27000, BB 36000, nonché treni della compagnia privata DB Cargo France.
La linea è interessata da un servizio di autostrada viaggiante che viene svolto tra le due piattaforme di carico e scarico di Orbassano, presso Torino, e lo scalo merci di Aiton. Il servizio utilizza la tecnologia francese Modalohr ed è gestito congiuntamente da SNCF e Trenitalia.

## Velocità massima
Le velocità sono piuttosto basse per un asse di questa importanza che consente per treni passeggeri e TGV velocità dell'ordine di 160 km/h solo su un brevissimo tratto di dodici chilometri tra Chambery e il bivio Montmélian, mentre nel resto della linea i limiti variano da 95 km/h a 150 km/h; alcune categorie di treni, come i treni merci, hanno limiti inferiori.:
| Da                   | A                    | Limite |
| -------------------- | -------------------- | ------ |
| Culoz                | Chindrieux           | 150    |
| Chindrieux           | Km 113,5             | 130    |
| Km 113,5             | Km 131,1             | 110    |
| Km 131,1             | Chambéry             | 150    |
| Chambéry             | Bivio di Montmélian  | 160    |
| Bivio di Montmélian  | Km 159,3             | 150    |
| Km 159,3             | Chamousset           | 130    |
| Chamousset           | Aiguebelle           | 150    |
| Aiguebelle           | St-Jean-de-Maurienne | 130    |
| St-Jean-de-Maurienne | St-Michel - Valloire | 115    |
| St-Michel - Valloire | Modane               | 95     |

## Galleria d'immagini

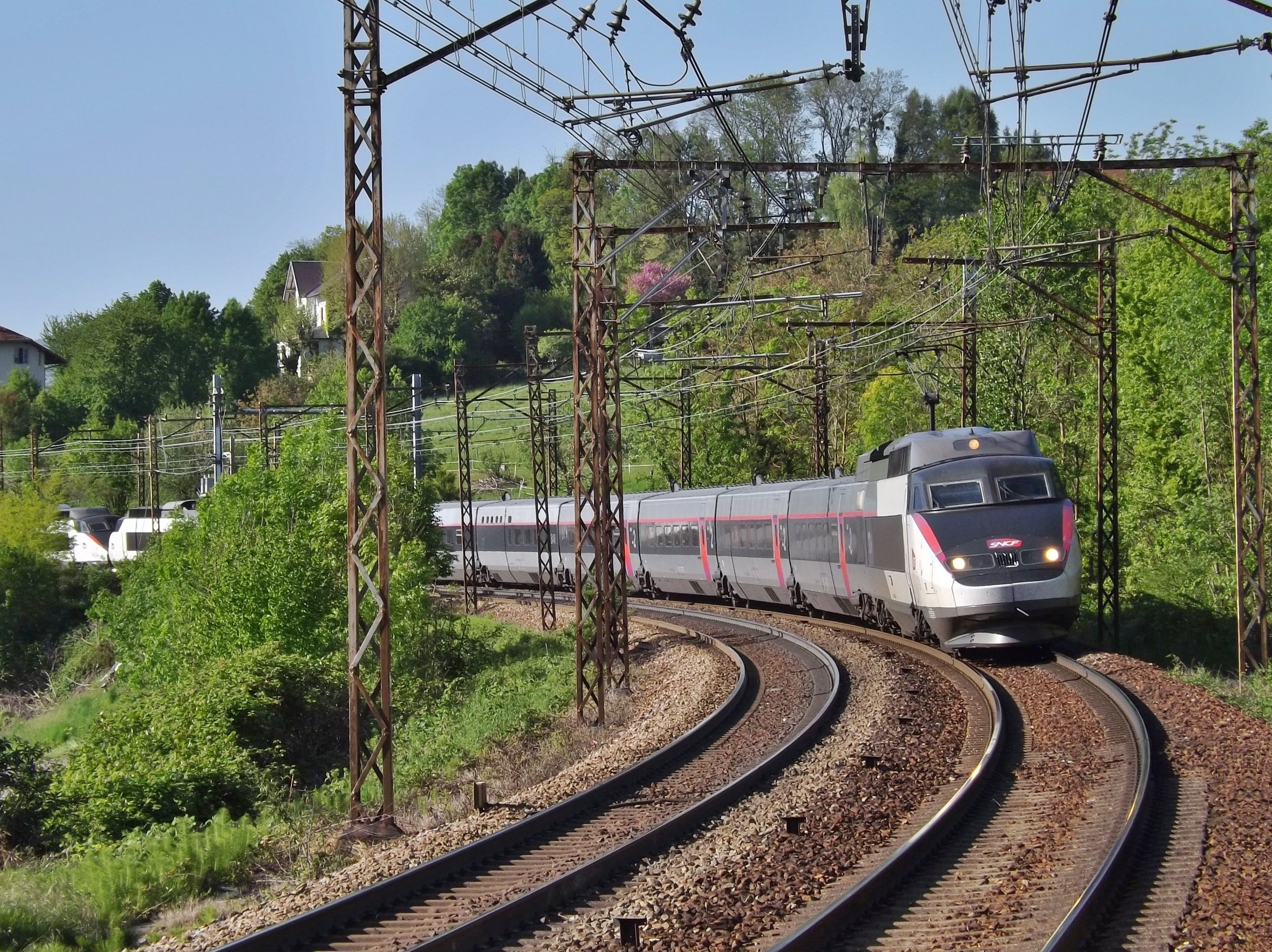
TGV Annecy-Parigi in transito a Viviers-du-Lac direzione Chambéry
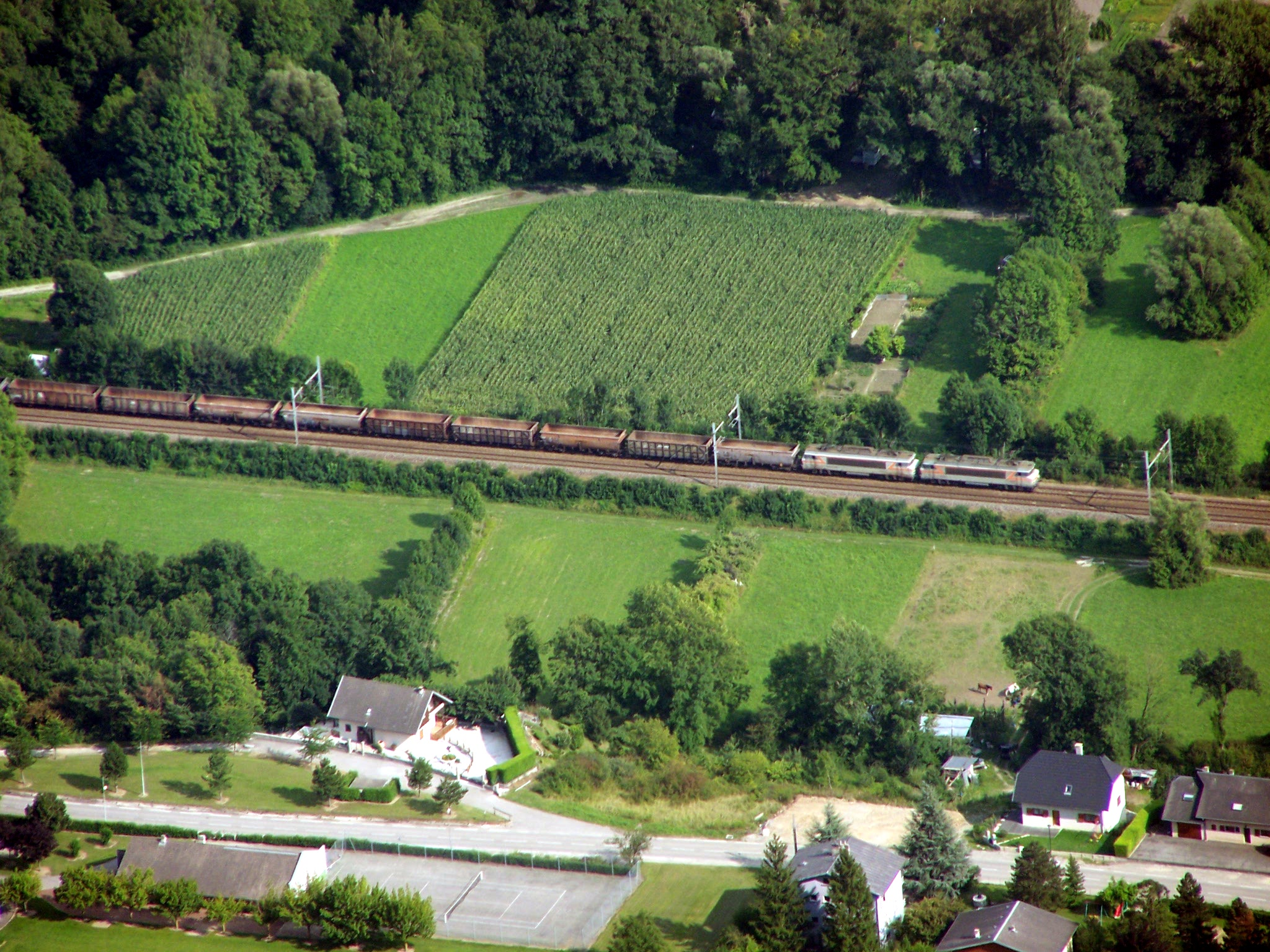
Treno merci, proveniente dalla Maurienne, in arrivo a Montmélian
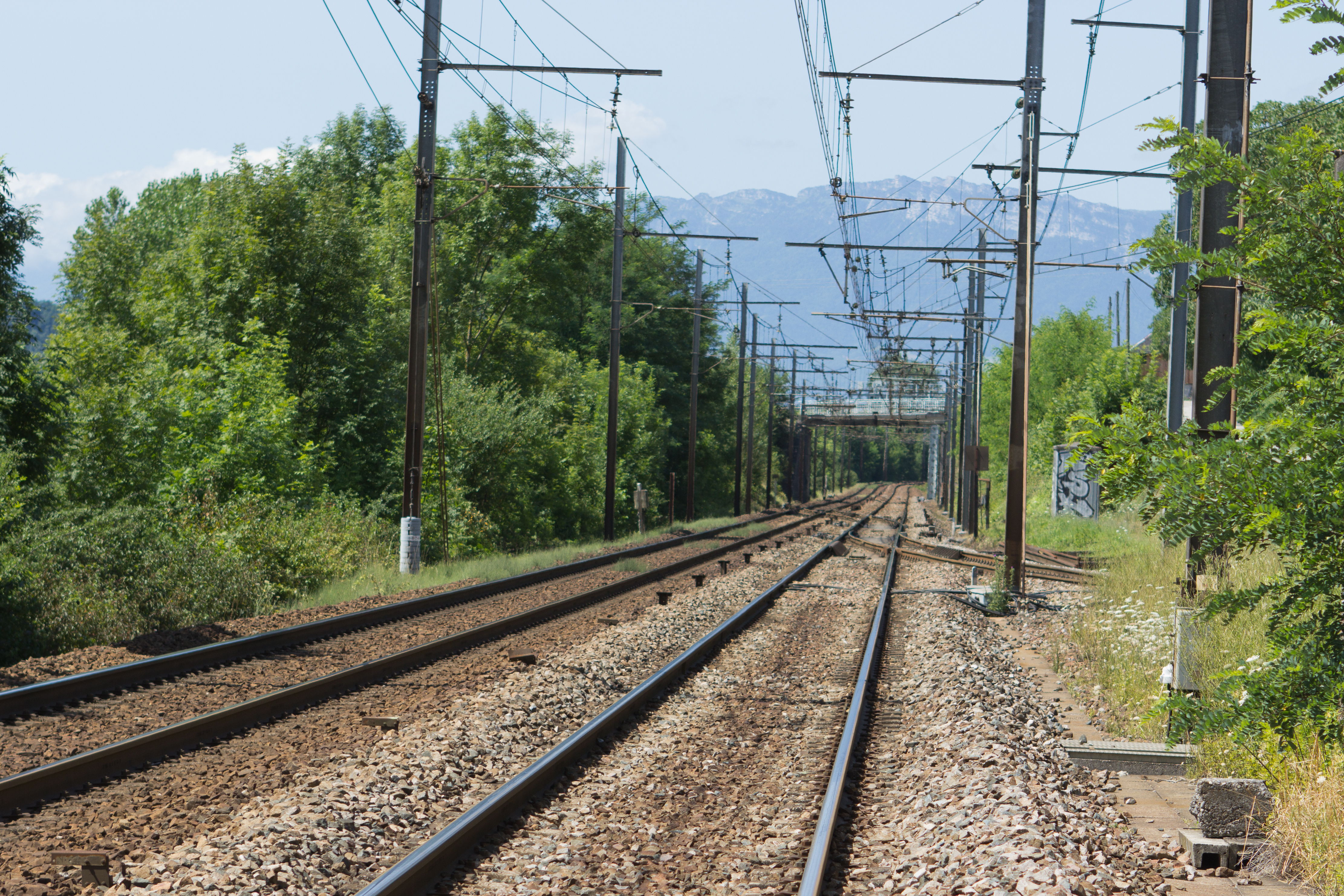
La diramazione tra la linea della Maurienne e la linea della Tarantasia
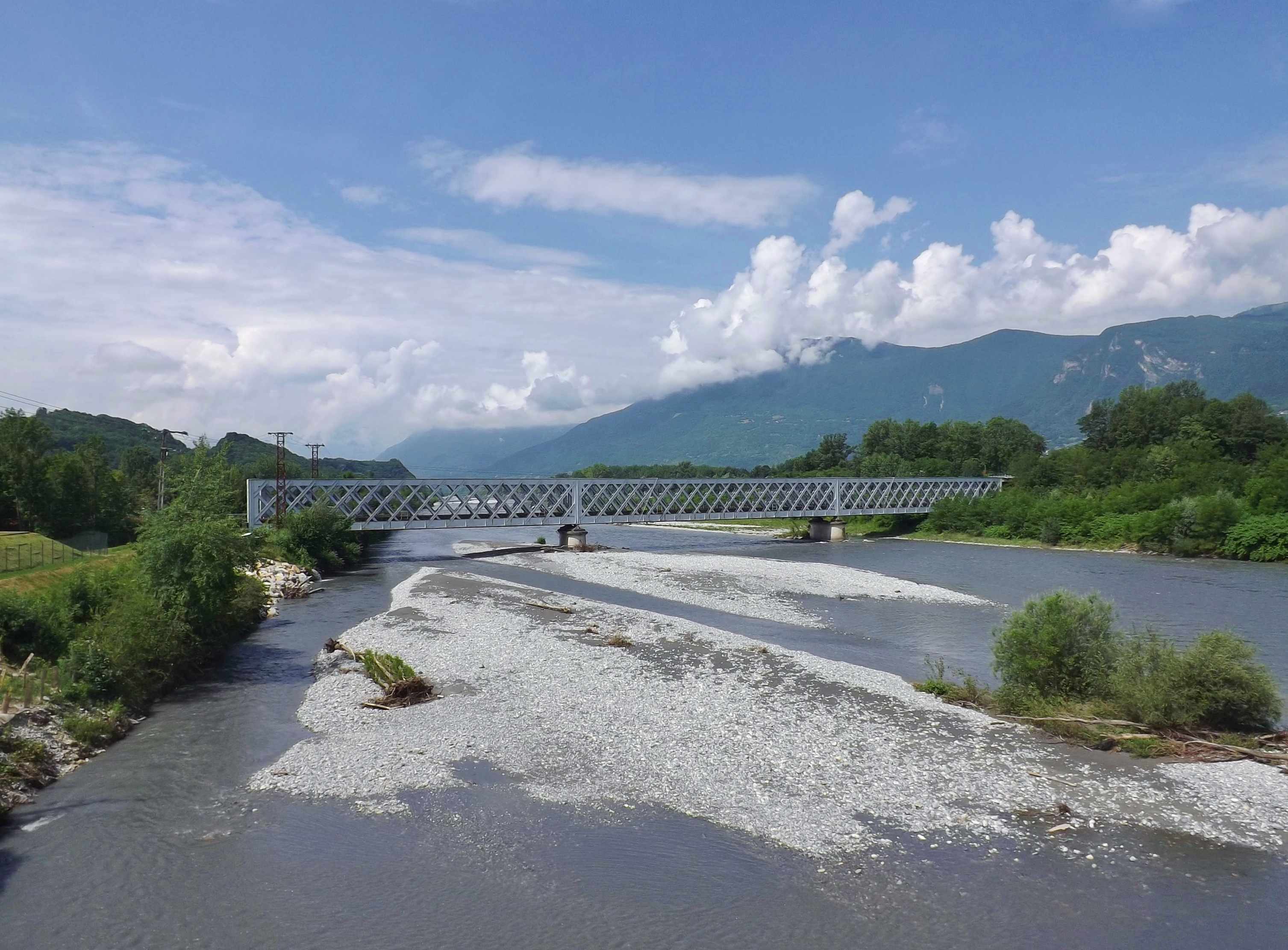
Il ponte ferroviario della linea che attraversa l'Isère presso Chamousset.
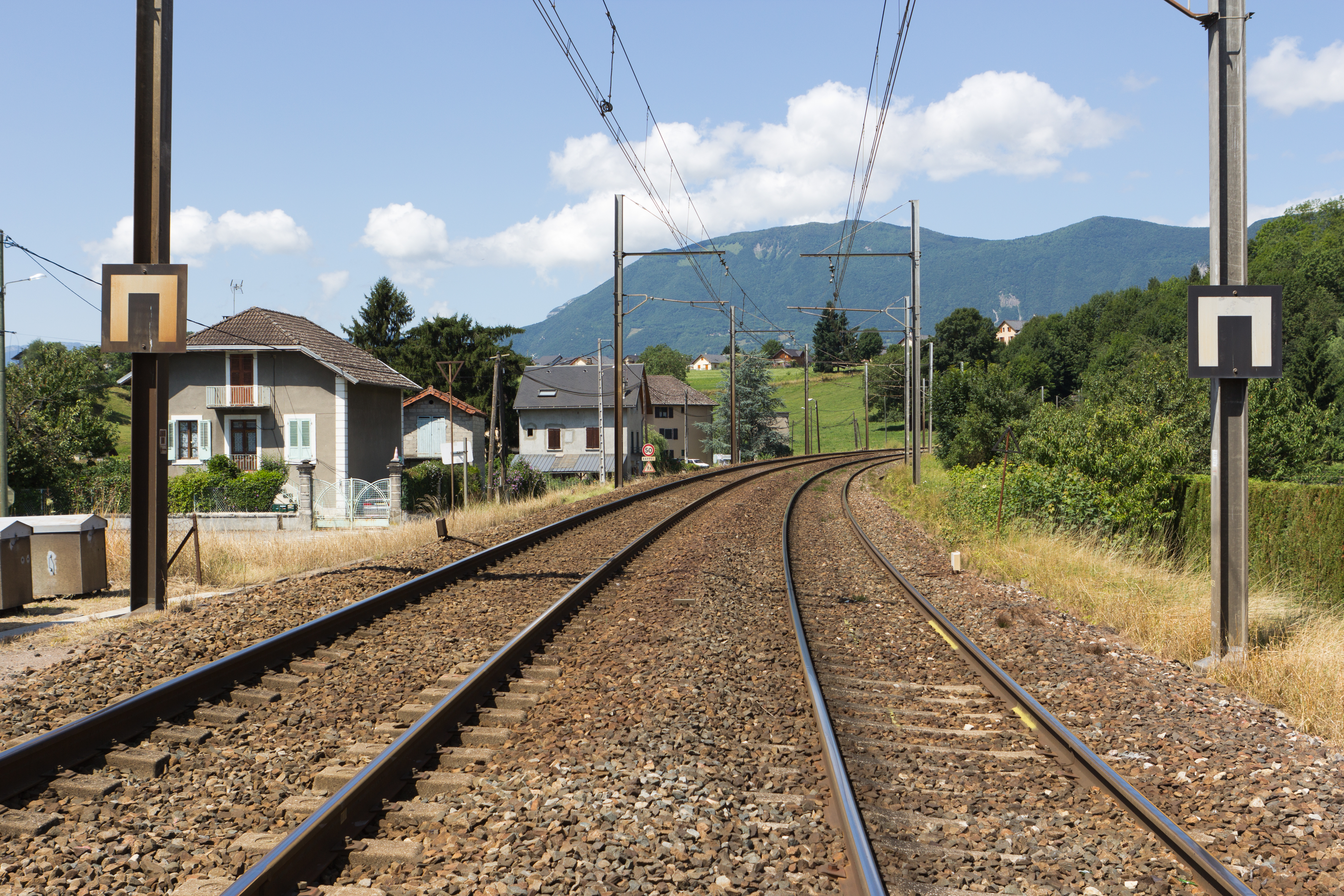
La linea della Maurienne vista dal passaggio a livello di Chamousset verso il tunnel di Chamousset
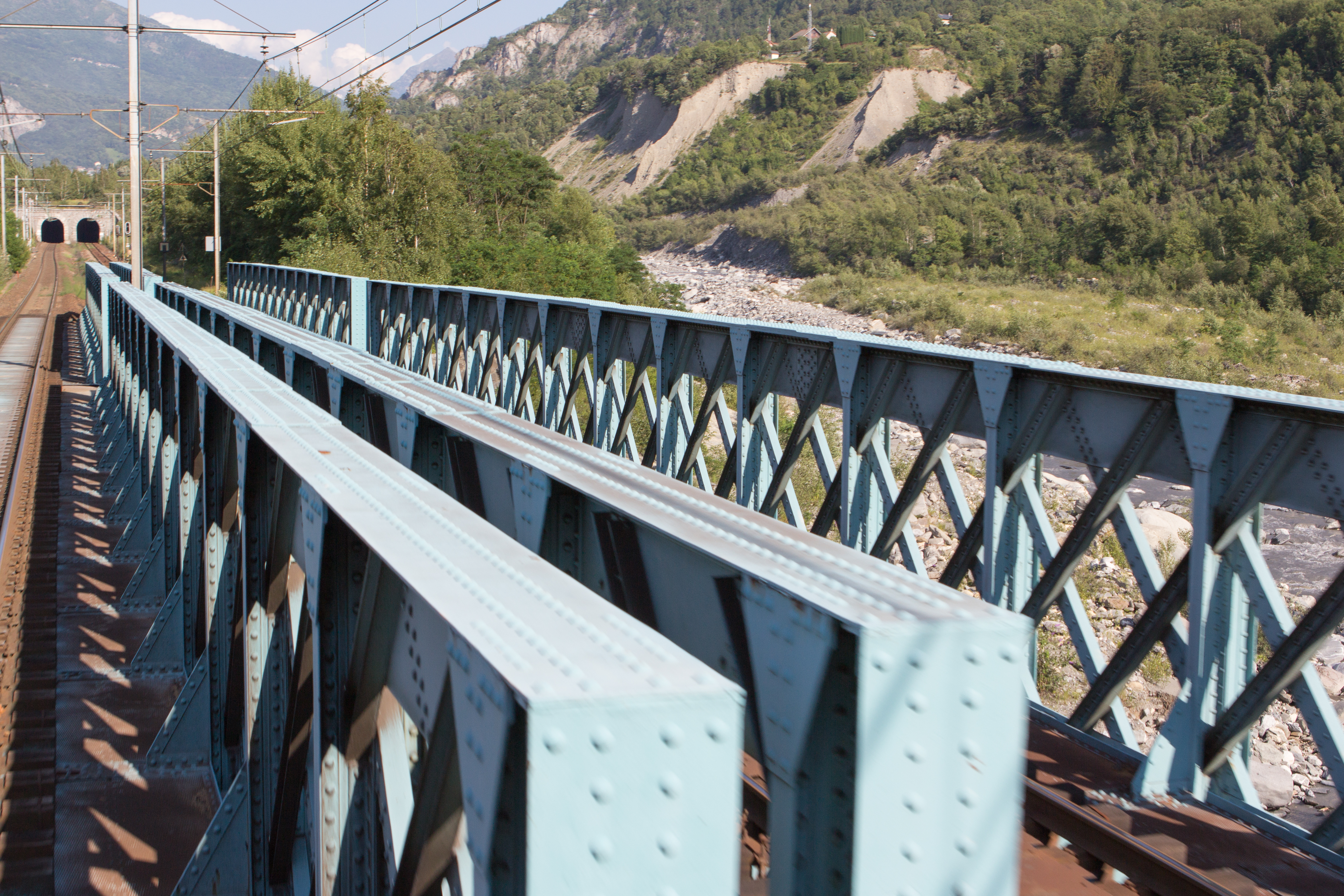
Il ponte Resses sull'Arc e il tunnel Saint-Julien a Villargondran
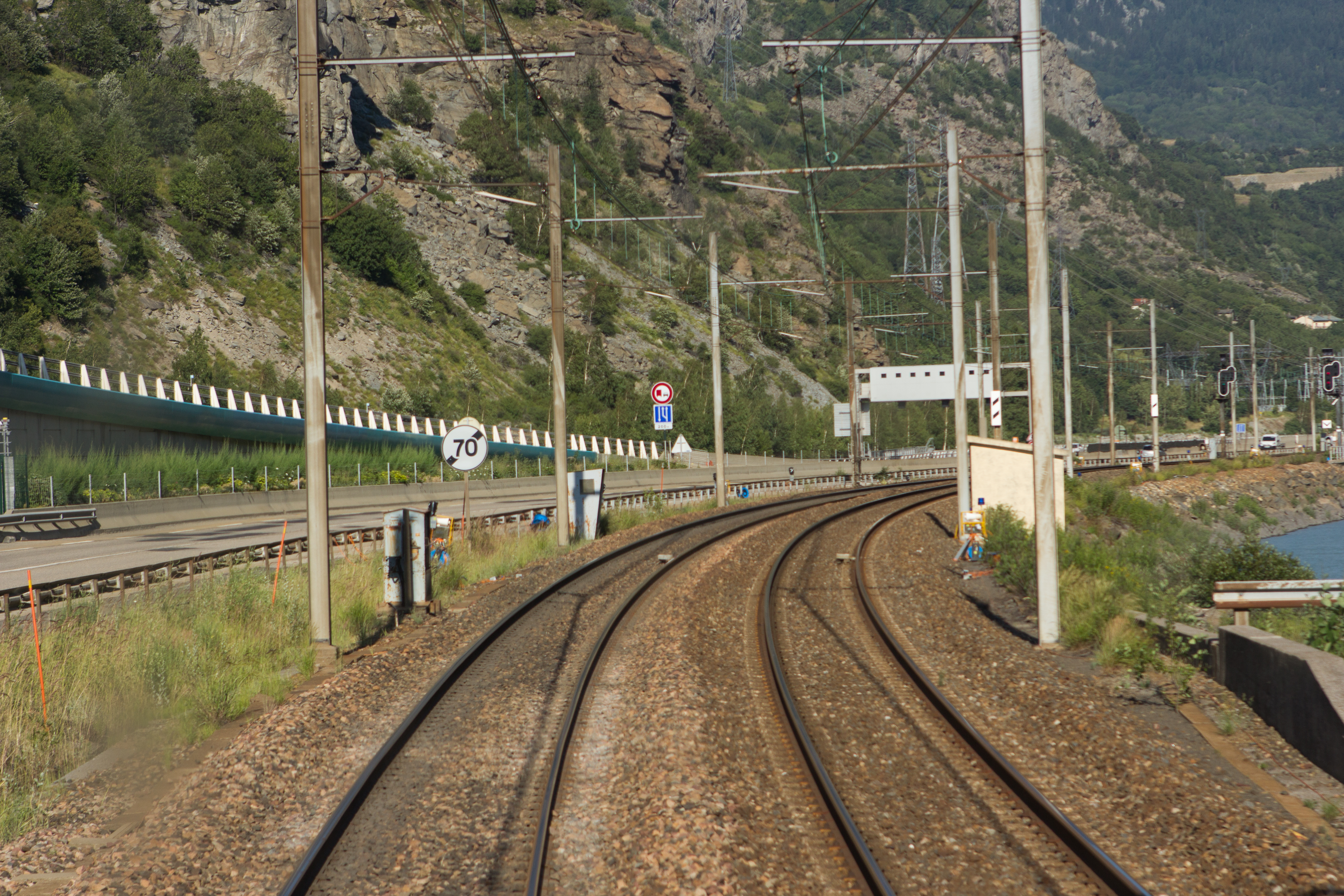
La linea nella piana delle Berchettes, a Orelle
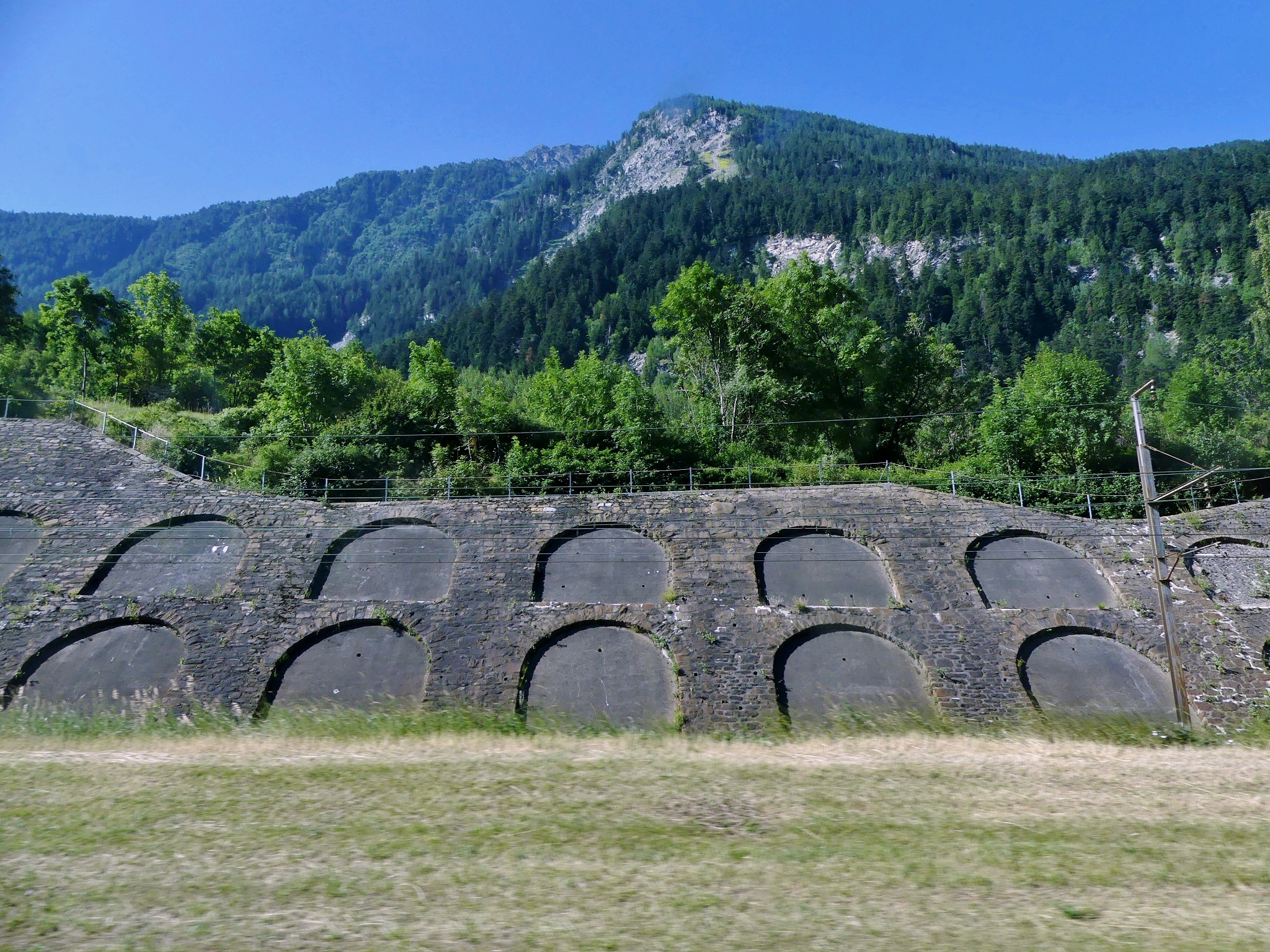
Muro di contenimento ad arcate a Freney
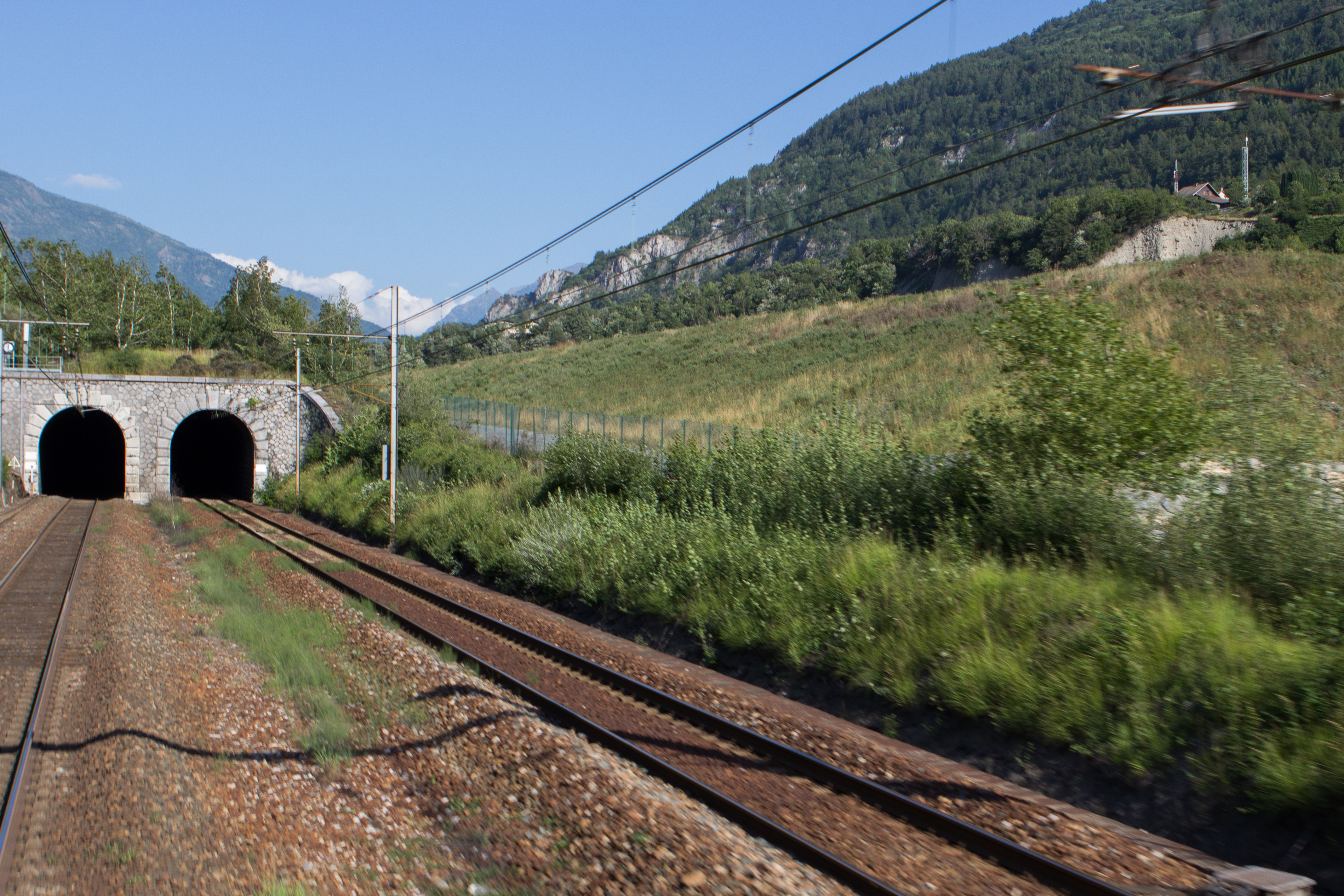
Ingresso tunnel di Saint-Julien direzione Modane